# Свобода и согласие
«Свобода и согласие» (осман. حريت و ائتلاف فرقه سی‎, тур. Hürriyet ve İtilaf Fırkası) — политическая партия в Османской империи.

## История
Создана в 1911 году бывшими членами партии Ахрар и группой оппозиционеров, вышедших из партии «Единение и прогресс». Наряду с реакционными требованиями о предоставлении султану права вето, о создании благоприятных условий иностранному капиталу и других, «Свобода и согласие» выдвигала также лозунги демократизации общественной жизни, предоставления национальным меньшинствам равных прав с турками и т. п.
Воспользовавшись неудачной для правительства младотурок итало-турецкой войной 1911 года, партия «Свобода и согласие» свергла их кабинет и в июле 1912 года пришла в Турции к власти. Однако поражение Турции в Балканской войне 1912-13 годов и капитулянтская позиция правительства «Свободы и согласия» на мирных переговорах в Лондоне облегчили младотуркам возвращение к власти. В результате государственного переворота 23 января 1913 года правительство «Свободы и согласия» было свергнуто, и партия перестала играть заметную роль в политической жизни.
Деятельность «Свободы и согласия» оживилась после поражения Турции в Первой мировой войне, в период оккупации Стамбула войсками Антанты. Пользуясь покровительством Англии, «Свобода и согласие» участвовала в этот период в нескольких правительствах, выступала открыто против национально-освободительного движения в Анатолии, а с победой последнего в 1922 году окончательно прекратила своё существование.